# Qingliangfeng Ziran Baohuqu
Qingliangfeng Ziran Baohuqu är ett naturreservat i Kina. Det ligger i den östra delen av landet, 1 100 km söder om huvudstaden Peking.